# Diumenge de Rams

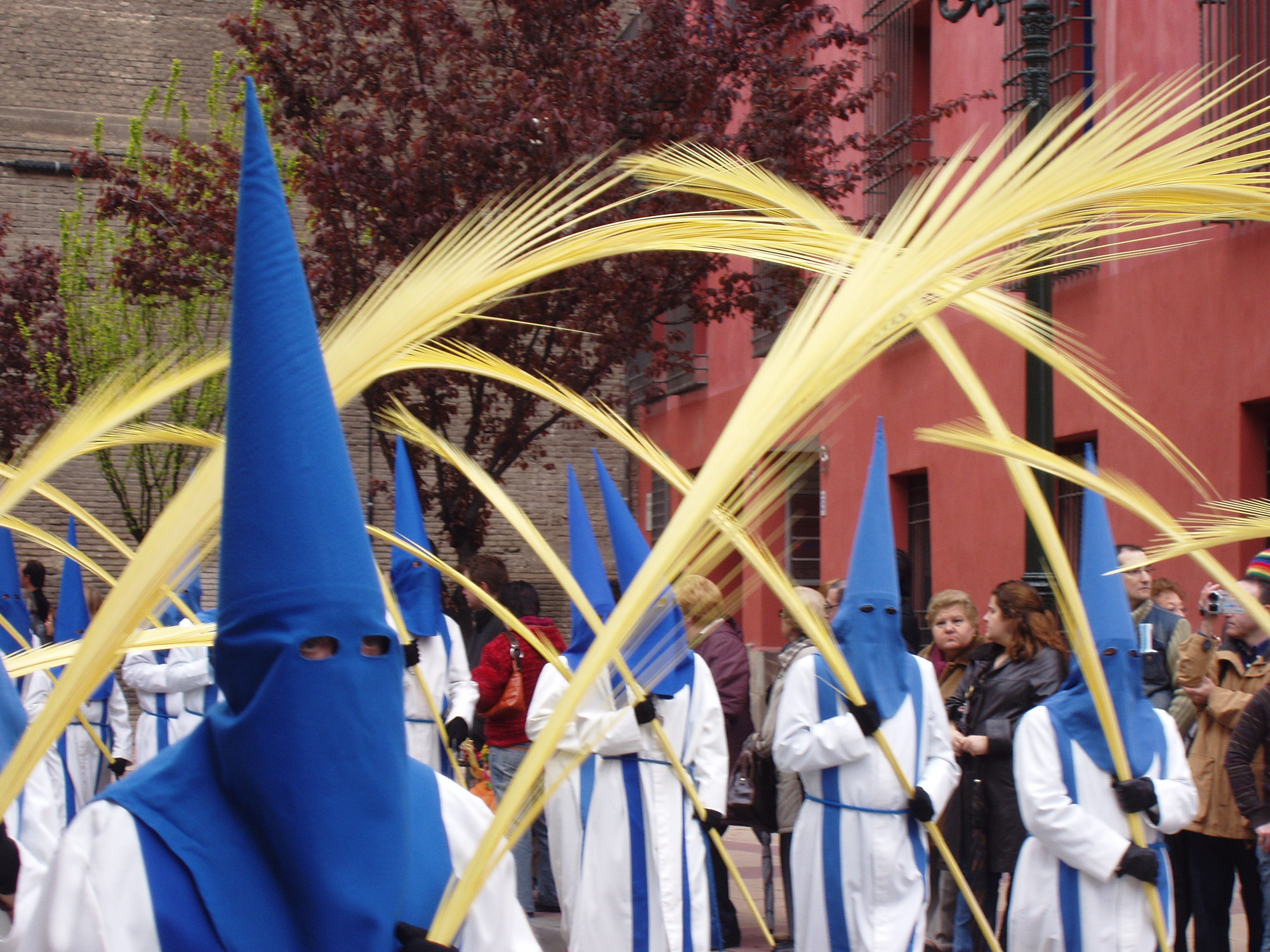
Palmons a la processó de Diumenge de Rams de la Confraria de l'Entrada de Saragossa, abril del 2007.

En el cristianisme el Dia de Rams o Diumenge de Rams (ant. rampalm) recorda l'entrada de Jesucrist muntat sobre un ruc a Jerusalem amb els seus deixebles, durant la pasqua jueva. Segons l'Evangeli, Jesús va ser rebut amb alegria. La gent de Jerusalem va alçar palmes i branques de llorer i d'olivera per a donar-li la benvinguda. Es celebra set dies abans de la Pasqua de Resurrecció i es considera l'inici de la Setmana Santa.

## Palmó de Rams

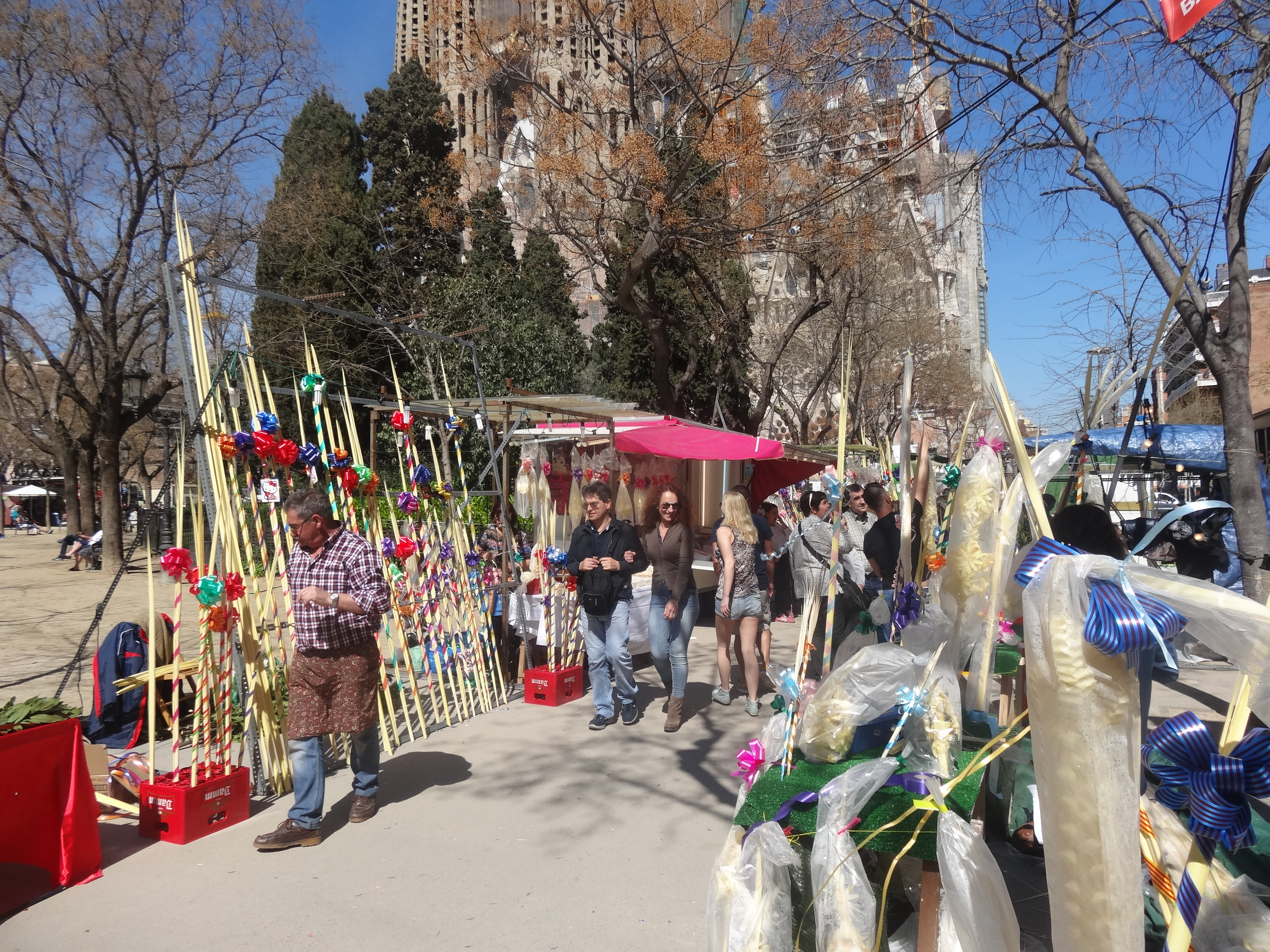
Fira de palmons davant de la Sagrada Família de Barcelona, març del 2005.

Les palmes i els palmons són fulles de palmera tendra treballades artesanalment, que els padrins ofereixen als fillols el dia de Rams. Els palmons són peces més grans i simples, fetes a partir d'una fulla sencera de palmera. Les palmes, en canvi, requereixen molta més tècnica, perquè tenen les fulles trenades amb filigranes, seguint procediments semblants als de la cistelleria. Antigament les palmes eren més utilitzades per les nenes, i els nens solien portar palmons.
Són típics de la festivitat de Rams perquè rememoren l'entrada triomfal de Jesús a Jerusalem, on segons les escriptures va ser rebut per la multitud amb rams. Al principi de la missa del diumenge de Rams es fa una processó en què es beneeixen les palmes, els palmons i els rams de llorer. En algunes llars encara és tradició de penjar la palma beneïda al balcó i deixar-la-hi tot l'any, perquè hom creu que dona protecció i bona sort. Abans d'aquesta festa molts pobles i ciutats fan fires especialitzades on es poden trobar palmes, palmons i tota mena de cintes, flocs, figuretes i llaminadures per a ornar-les.

## Celebracions
El Diumenge de Rams fou una celebració multitudinària a molts països d'Europa com Alemanya, Croàcia, Espanya, Geòrgia, Itàlia, Lituània, Malta, Polònia i Portugal. Actualment ha perdut importància a moltes zones a causa de l'expansió general del laïcisme. Tot i així encara hi ha llocs al món, com les Filipines i Andalusia, on la celebració encara és de caràcter multitudinari i atrau masses de gent.
Als Països Catalans, tradicionalment, el dia de Rams es commemora anant a l'església a beneir el palmó dels nens, la palma de les nenes més petites, o una branqueta de llor. Generalment també són els padrins els que regalen les palmes i palmons als fillols. La benedicció té lloc dins d'una missa on es llegeix tota la part de la Passió de Jesús dels evangelis.
Per tota la geografia catalana es representa La Passió, sent les més famoses les d'Esparreguera i Olesa.
A la Ciutat Vella de Barcelona té lloc la Processó de la Burreta en la qual una representació de Jesucrist entra al barri vell muntat sobre un ase.
A Santa Coloma de Gramenet surt la Processó de la Borriquita, Borriquilla o Camarón (per la sembança de Jesucrist amb el cantant Camarón de la Isla).
A Lloret de Mar, la Selva, es fa el tradicional repartiment de llor. És tradició a les comarques gironines, que el padrí i la padrina regalin un tortell al seu fillol o fillola.
A Palma era particularment important la veneració de la Santa Faç, una pintura de tradició oriental arribada de Roma al segle xv o xvi, al convent de Santa Margalida, i posteriorment a la Concepció. La concurrència de persones ocasionà el naixement de la Fira del Ram, que actualment comença setmanes abans del Diumenge del Ram i acaba passat Pasqua i més enllà.